# 포츠머스 FC
포츠머스 FC(영어: Portsmouth Football Club)는 햄프셔주 포츠머스에 연고를 둔 잉글랜드의 축구 클럽이다. 현재 EFL 챔피언십에 참가중이다.
포츠머스는 1898년 4월 5일에 창단되었으며 1899년 8월 15일에 개장한 프래턴 파크를 현재까지 홈구장으로 사용하고 있다.

## 역사
포츠머스는 잉글랜드의 남해안 도시에 연고지를 둔 프로 축구팀이며 포츠머스는 1898년에 프래턴파크에서 창단을 알렸으며 가장 최근 2008년에 FA컵을 우승하였으며 1939년 이래로 69년 만에 두 번째 컵을 들어올렸으며 2010년에 또다시 FA컵 결승에 올라 준우승을 한다. 1949년과 1950년엔 두 차례의 리그 정상에 올랐다.
매 프리미어리그 시즌 동안 21세기에서 중위권팀치고 제일 성공한 팀이었으며 UEFA 챔피언스리그에서 7번을 우승한 AC 밀란과 같은 거물급 팀들과 유럽대항전에서 좋은 성적을 거두고 이 기간 잉글랜드 국적인 글렌 존슨과 저메인 디포뿐만 아니라 피터 크라우치, 데이비드 제임스, 맷 테일러, 솔 캠벨 등 선수들을 배출해냈으며 해리 레드냅은 69년 만에 FA컵을 우승시켰으며 우승하고 2년 뒤에 다시 또 FA컵 결승에 진출시킨 잉글랜드의 유명감독이다.
그러나 그렇게 오래가진 못했다. 몇 년간 포츠머스는 구단주가 계속 바뀌었으며 승점 삭감 등 챔피언십으로 강등이 되고 또한 법정관리에 들어가 3부리그까지 강등되며 끝없는 추락을 보여줬으며 선수층이 얇아지고 빚은 불어나면서 또 다시 법정관리에 들어가 승점이 삭감되고 4부리그로 강등됐다.
이어 영국 고등법원에 구단의 해산 신청서가 접수되며 해체될 위기에 놓여 있다가 2013년 4월 10일에 포츠머스의 서포터인 폼페이 서포터 트러스트(PST)가 구단을 인수하며 영국 고등법원의 해산 절차에서 구단을 구하게 되면서 포츠머스는 잉글랜드에서 가장 큰 서포터 소유의 구단이 된다.
포츠머스는 2017년 5월 6일에 열린 첼트넘 타운과의 2016-17 시즌 EFL 리그 투 리그 마지막 경기를 승리하며 우승을 확정하며 EFL 리그 원으로 승격을 하였다. 포츠머스는 리그 투를 우승하며 울버햄프턴, 번리, 프레스턴 노스 엔드, 셰필드에 이어 잉글랜드 축구 역사상 5번째로 잉글랜드의 모든 4개 프로 축구 리그를 우승한 클럽이 되었다. 게다가 1921년부터 1958년까지 운영되었던 풋볼 리그 서드 디비전(당시 3부 리그)까지 더하면 울버햄프턴과 함께 잉글랜드의 모든 5개 프로 축구 리그를 우승했던 유일한 클럽이다. 또한 여기에는 흥미로운 기록이 있는데 풋볼 리그 서드 디비전은 현재의 내셔널리그 노스, 내셔널리그 사우스와 같이 북부와 남부로 나뉘어 리그를 치렀는데 1923-24 시즌에 포츠머스는 남부 지역 리그를 우승하였고 같은 해에 울버햄프턴은 당시에 북부 지역 리그에 참가하여 우승을 차지하였다. 
2017년 8월 3일, PST는 전 디즈니 CEO였던 마이클 아이스너 소유의 투자회사인 토르난테 컴퍼니에 구단을 매각한다.

## 역대 우승 기록
리그
- 1부 리그 (1부)

우승 (2): 1948-49, 1949-50
- 1부 리그 (2부)

우승 (1): 2002-03
- 3부 리그 남부 / 3부 리그 / 리그 원 (3부)

우승 (4): 1923-24, 1961-62, 1982-83, 2023-24
- 리그 투 (4부)

우승 (1): 2016-17
- 서던 풋볼 리그

우승 (2): 1901-02, 1919-20
- 웨스턴 풋볼 리그

우승 (3): 1900-01, 1901-02, 1902-03
컵
- FA컵

우승 (2): 1939, 2008
- FA 커뮤니티 실드

우승 (1): 1949 (공동)
- EFL 트로피

우승 (1): 2019

## 선수 명단

### 현역
참고: FIFA 자격 규정에 따라 소속된 국가대표팀 국기를 표시합니다. 선수는 복수의 FIFA 비회원국 국적을 가지고 있을 수 있습니다.
| 번호 | 포지션 | 국적     | 이름          |
| ---- | ------ | -------- | ------------- |
| 11   | FW     | 아일랜드 | 마크 오마호니 |
| 20   | FW     |          | 사무엘 실베라 |

| 번호 | 포지션 | 국적 | 이름 |
| ---- | ------ | ---- | ---- |

## 역대 감독
| 감독            | 임기        |
| --------------- | ----------- |
| 앨런 볼         | 1984 ~ 1989 |
| 앨런 볼         | 1998 ~ 1999 |
| 벨리미르 자예츠 | 2004 ~ 2005 |
| 아브람 그란트   | 2009 ~ 2010 |